# Daniel Nyblin

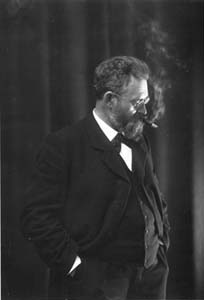
Daniel Nyblin

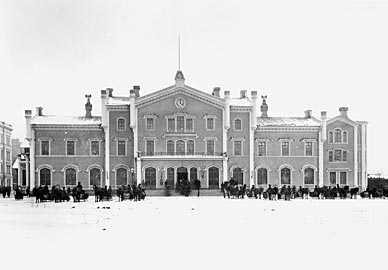
Helsingfors gamla järnvägsstation 1893, foto av Daniel Nyblin

Carl Petter Daniel Dyrendahl Nyblin, född 30 juni 1856 i Drammen i Norge, död 9 juli 1923 i Helsingfors, var en finländsk fotograf med studio i Helsingfors.
Daniel Nyblin var son till skulptören Carl Petter Anton Dyrendahl Nyblin (1818–83) och Petronella Pedersen (1837–81).
Han fick 1876 anställning hos en danskfödd fotograf och etablerade 1877 egen butik och studio i Helsingfors. Han avbildade kända kulturpersonligheter, nationalromantiska landskap och interiörer. Han organiserade utställningar och främjade fotograferandet som hobby och yrke, bland annat genom att i februari 1889 grunda Amatörfotografklubben i Helsingfors, som är Nordens äldsta ännu aktiva fotoklubb. Nybilns fotobutik ombildades 1904 till aktiebolag och levde vidare som butikskedjan Foto-Nyblin, vilken hade 150 anställda 1981.
Daniel Nyblin har kallats "den finländska fotokonstens fader". Han gifte sig 1877 med Wera Pautow (1855–1904).